# うみたか (駆潜艇)
うみたか（ローマ字：JDS Umitaka, PC-309、ASU-86）は、海上自衛隊の駆潜艇。うみたか型駆潜艇の1番艇。艇名は海鷹に由来する。

## 艦歴
「うみたか」は、昭和32年度計画甲型駆潜艇3009号艇として、川崎重工業神戸工場で1959年3月13日に起工され、1959年7月25日に進水、1959年11月30日に就役し、大湊地方隊に編入された。
1960年3月1日、大湊地方隊隷下に第3駆潜隊が新編され「かもめ」、「みさご」、「おおたか」とともに編入された。
1961年10月1日、第3駆潜隊が隊番号交換により第5駆潜隊に改称。
1978年9月20日午後4時10分頃、青森県東津軽郡三厩村竜飛岬の西方17キロの海上でいか釣り漁船「喜代丸」（9.62トン）と衝突し、「喜代丸」は沈没し、1名が死亡した。
1980年3月17日、特務艇に種別変更され船籍番号がASU-86となり、大湊地方隊直轄艇となる。
1984年3月10日、除籍。